# Марковка (Тоцький район)
Ма́рковка (рос. Марковка) — село у складі Тоцького району Оренбурзької області, Росія.

## Населення
Населення — 155 осіб (2010; 253 у 2002).
Національний склад (станом на 2002 рік):
- росіяни — 80 %